# Cheyenne (rivière)
Pour les articles homonymes, voir Cheyenne.
La rivière Cheyenne ((en) Cheyenne River) est une rivière des États du Wyoming et du Dakota du Sud aux États-Unis. Longue de 475 kilomètres, c'est un affluent du Missouri et donc un sous-affluent du Mississippi.

## Cours
Le cours de la rivière débute au confluent des rivières Antelope Creek et Dry Fork Creek, dans le comté de Converse, au nord-est du Wyoming. La rivière se dirige tout d'abord vers l'est pour rentrer dans le Dakota du Sud. La rivière passe au sud des Black Hills puis se dirige vers le nord-est en passant au nord-ouest de la réserve indienne de Pine Ridge et du Parc national des Badlands. Elle reçoit alors les eaux de la Rapid Creek puis celles de la rivière Belle Fourche à l'est du comté de Meade. La rivière prend ensuite une direction Est-Nord-Est et forme la frontière sud de la réserve indienne de la rivière Cheyenne. Elle reçoit les eaux de la rivière Cherry Creek dans la ville de Cherry Creek. Elle se jette dans le Missouri au niveau du lac Oahe à environ 50 kilomètres au nord de Pierre, capitale du Dakota du Sud. La partie terminale de son cours forme un bras du lac Oahe d'environ 56 km de long.

## Débit
Le débit de la rivière Cheyenne a été mesuré à Cherry Creek dans le Comté de Ziebach (Dakota du Sud), sur la période 1960-1994. La rivière y draine une surface de 61 850 km2 et son débit moyen y est de 22,6 m3/s. On en déduit que la tranche d'eau écoulée annuellement dans son bassin est de seulement 12 mm, valeur faible comparable à celle d'autres cours d'eau drainant les plaines semi-arides situées à l'ouest du 100e méridien. Le débit mensuel varie entre 3,1 m3/s en janvier et 61,2 m3/s en mai. Le débit record est de 1580 m3/s mesuré le 22 mai 1982. 